# Izelle Neuhoff
Izelle Neuhoff (n. 3 mai 1994) este o atletă sud-africană. A participat la Jocurile Olimpice de Tineret din 2010 în care a câștigat o medalie de argint.